# Georg 2. Rákóczi
Georg 2. Rákóczi (30. januar 1621 – 7. juni 1660) var fyrste af Transsylvanien 1648-60.
| Biografi | Spire Denne biografi er en spire som bør udbygges. Du er velkommen til at hjælpe Wikipedia ved at udvide den. |